# 夢の島熱帯植物館
夢の島熱帯植物館（ゆめのしまねったいしょくぶつかん、英: Yumenoshima Tropical Greenhouse Dome）は、東京都江東区夢の島の都立夢の島公園にある植物園。
1988年11月19日が「夢の島熱帯植物館」のオープン日。その30年ほど前に江東区が東京都に出した要望により、清掃工場でゴミを燃やした際の熱でドーム内を暖め、冬でも熱帯植物を育成することができる環境を創り出した。
2006年4月1日から指定管理者制度により、日比谷アメニス、日比谷花壇、アズビル、日建総業、グリーバル、エコルシステムの6社によって構成されたアメニス夢の島グループによって管理されるようになった。

## 基本情報
- 開館時間 : 9時30分 - 17時00分（入館は16時00分まで）
- 定休日 : 毎週月曜日（祝日の場合は翌日）、12月29日 - 1月3日
- アクセス（夢の島公園） :  JR京葉線  りんかい線  東京メトロ有楽町線新木場駅から徒歩15分、 東京メトロ東西線東陽町駅から都営バスにて夢の島下車徒歩7分[5]
- 通常料金 : 中学生100円（都内在住在学者は無料）、大人250円、高齢者（65歳以上）120円
- 団体割引（20名以上） : 中学生80円、大人200円、高齢者（65歳以上）90円
  - ただし、障害者手帳・療育手帳・愛の手帳の所持者と、精神障害者保健福祉手帳・ミライロIDなどの所有者とその介助者1名（又は適正人数）は無料[6]

## 主な施設
（この節の出典：）

### 大温室
中心施設であり、ドームを3つ重ねたような特徴的な外観である。隣接する新江東清掃工場の余熱を利用している。

#### Aドーム
正面入口より大温室に入ると、熱帯の水辺に生息する植物が眼前に広がる。音を立てて滝が流れ落ちる池では、熱帯性スイレンの花が揺れ、池の縁では木生シダのヒカゲヘゴが大きな葉を広げる姿を観察できる。また、熱帯の河口に生息するマングローブ植物が生い茂り、熱帯の水辺の景観を楽しめる。頭上左側から落ちる滝の下をくぐり、トンネルを抜けBドームへと進んで行く。

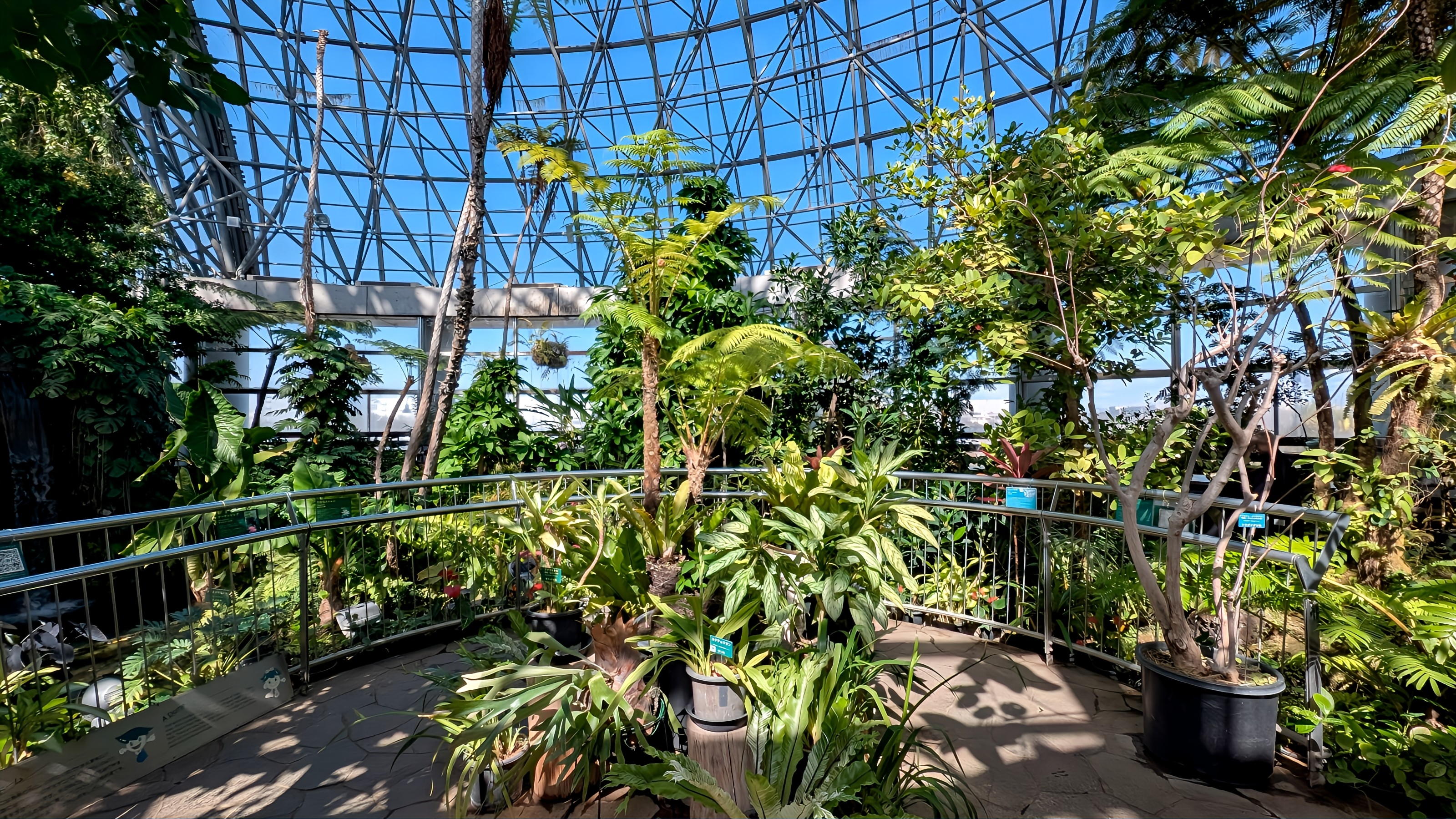
Aドーム 入り口からの光景
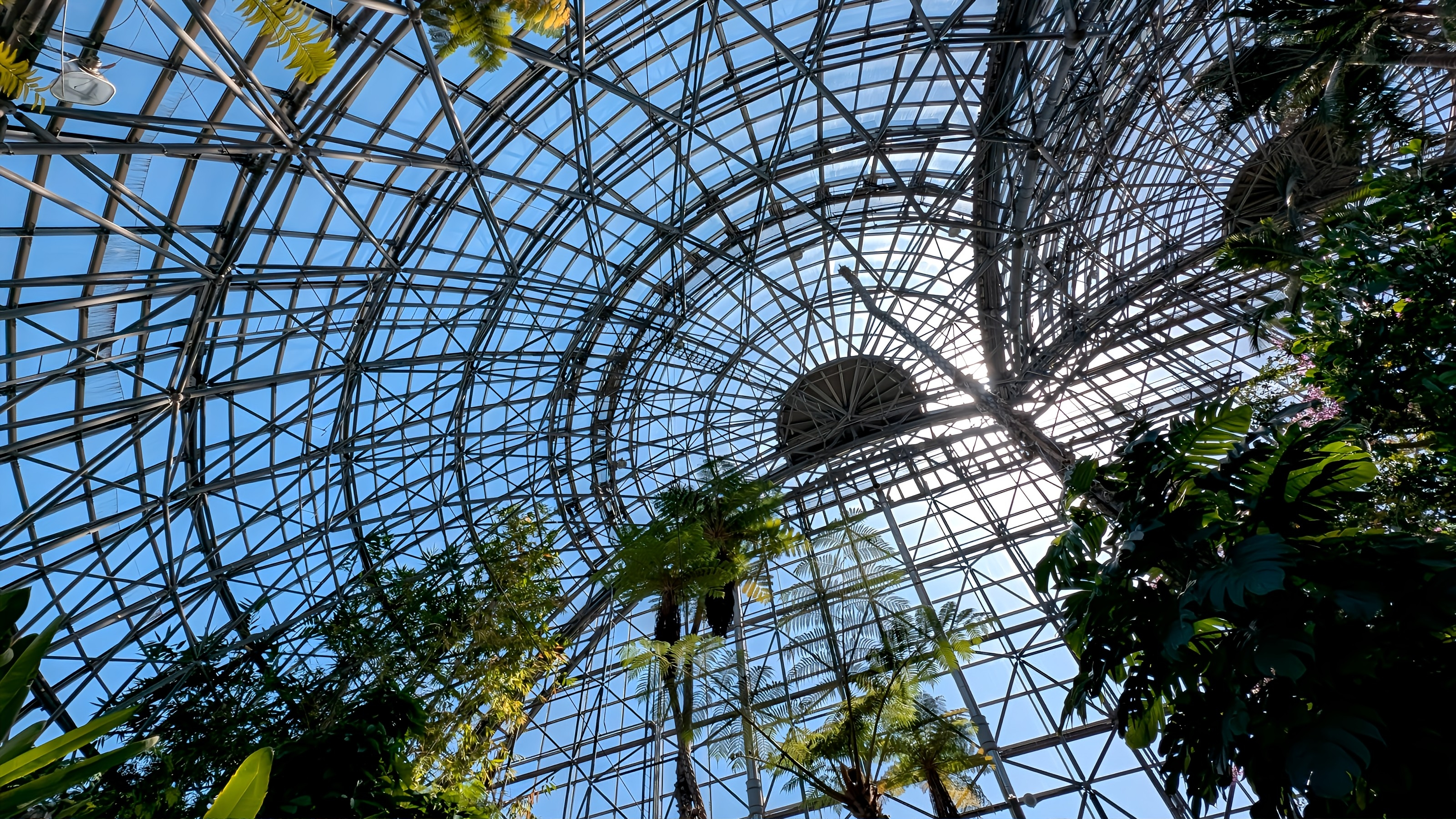
Aドーム天井
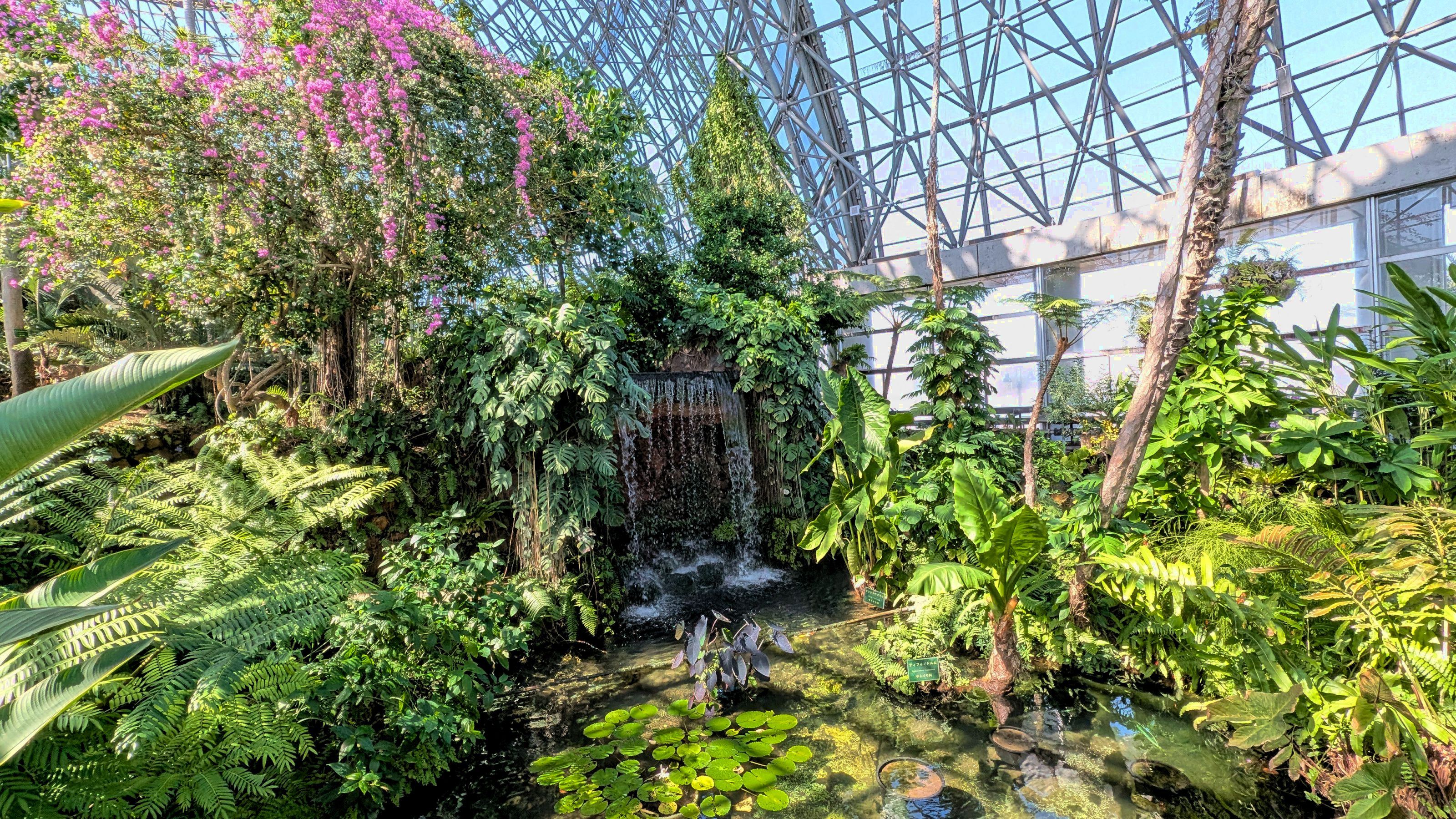
滝と熱帯性スイレン
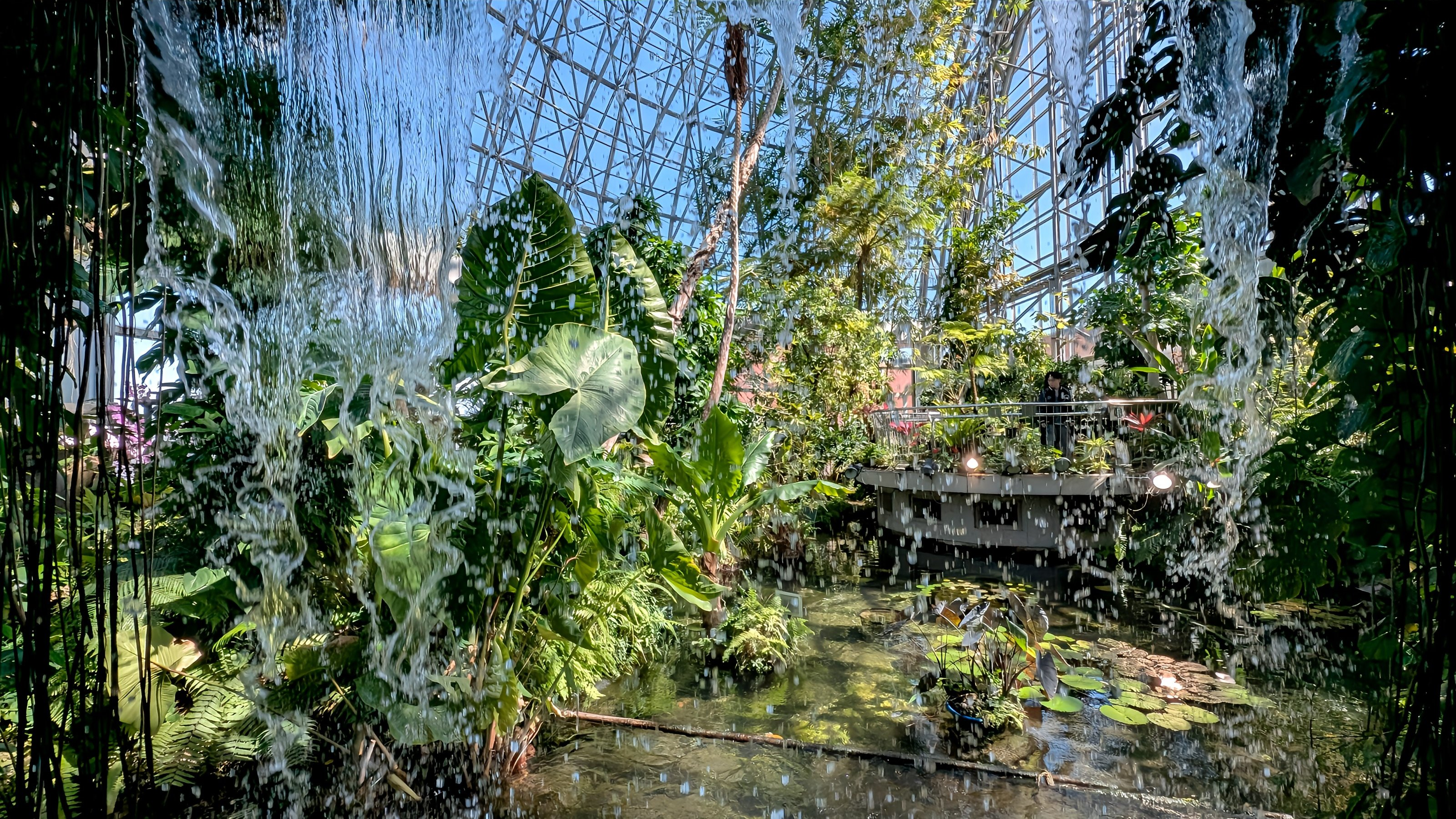
滝の落下・トンネルからの眺め

#### Bドーム
ダイオウヤシをはじめ、巨大なヤシが林立する中に「熱帯の家」が建っている。この熱帯の家は、屋根の素材にニッパヤシの葉を使用し、風通しの良い休憩スペースとして利用できる。家の周りではヒスイカズラやトーチジンジャーなどの珍しい花を観賞できる。また、ココヤシやバナナ、カカオなどが実を結び、熱帯地方の人々だけでなく、我々の生活にも関わり深い熱帯植物が生育している。

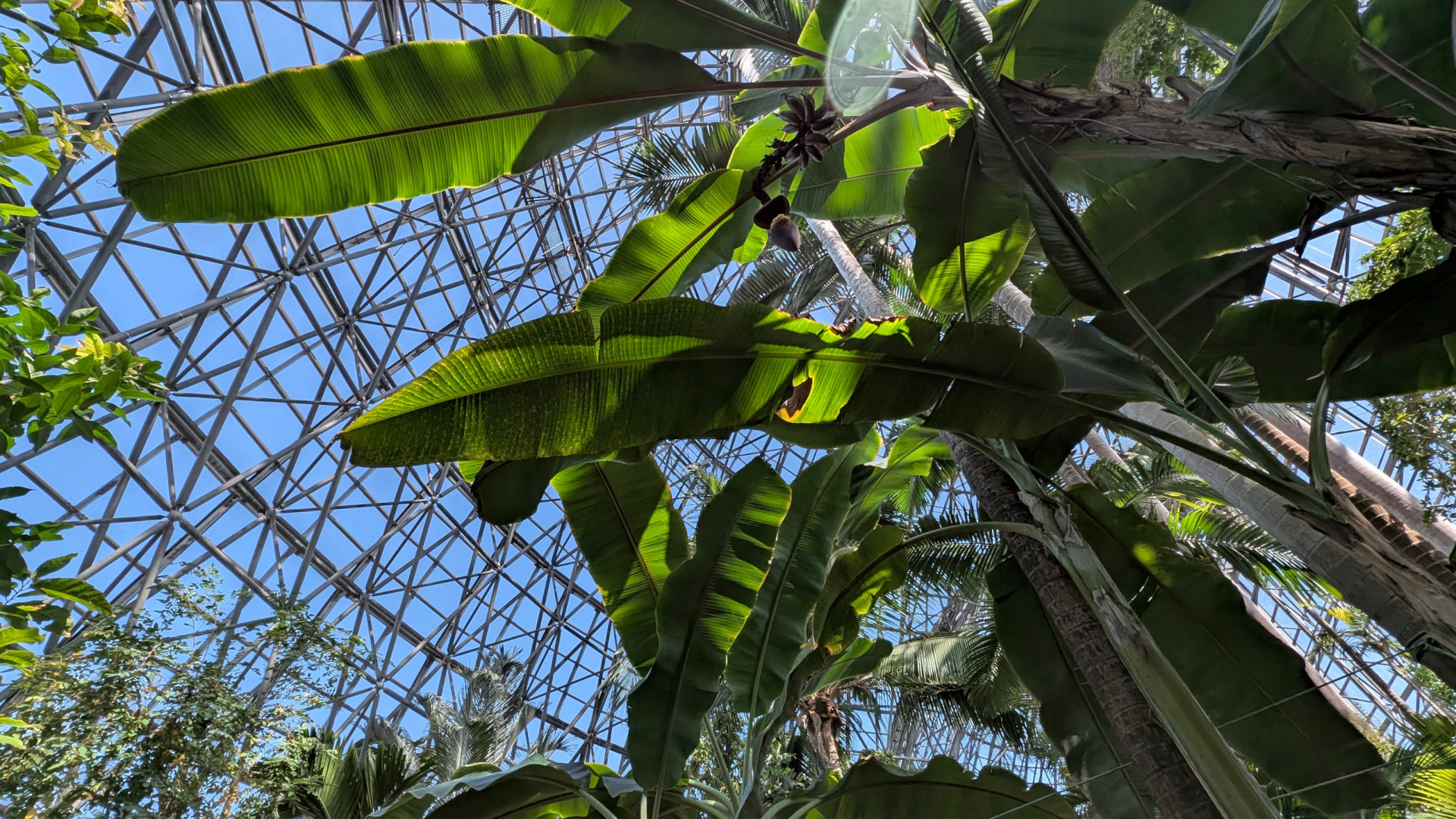
Bドーム バナナの木
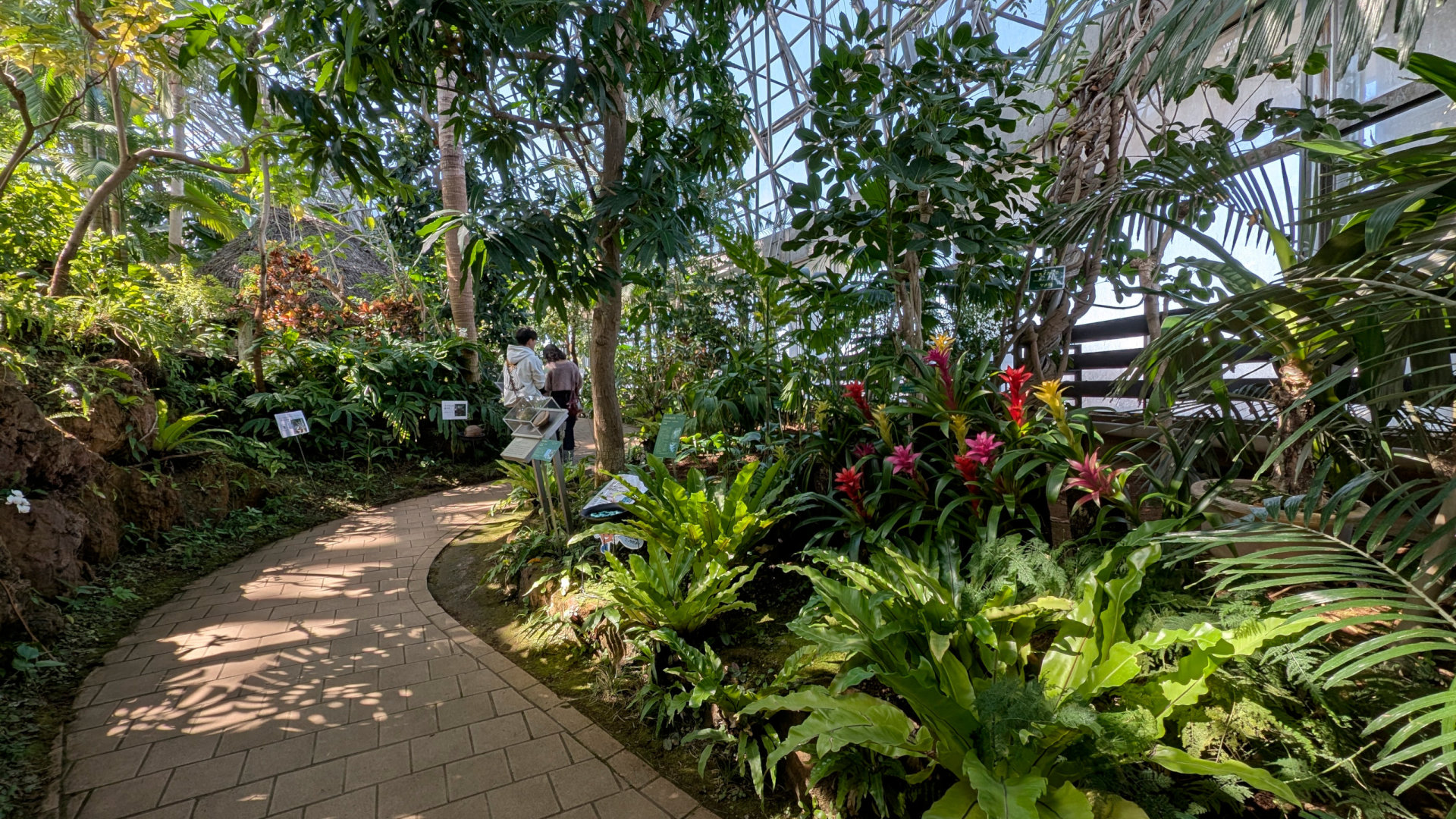
やや右にグズマニアの花
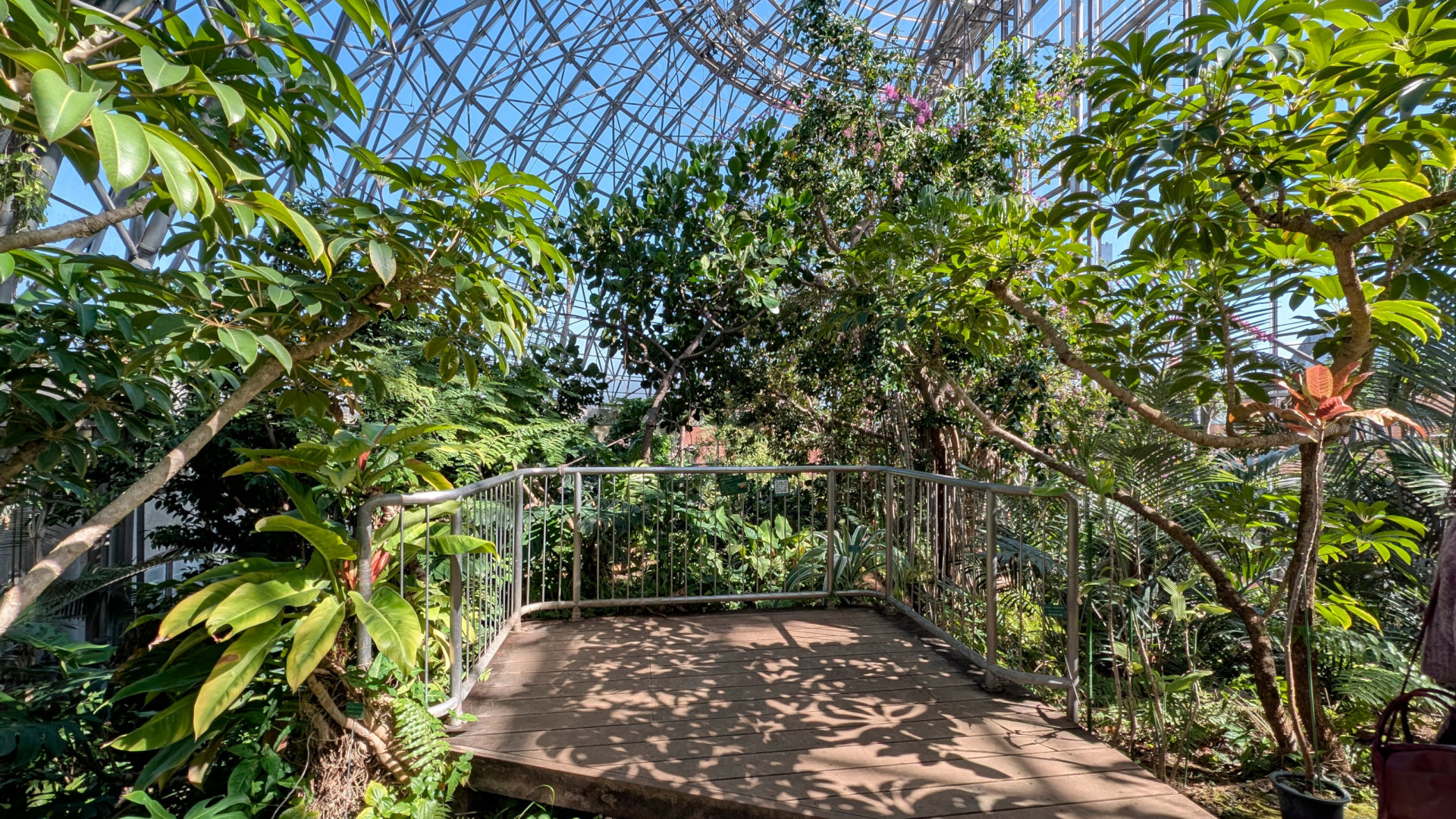
展望デッキ周辺

#### Cドーム
ここにはタコノキやノヤシ、ムニンヒメツバキなど、世界自然遺産で名高い小笠原諸島の様々な植物を見ることができる。小笠原諸島は、東京都心から遠く1.000 kmも離れた南の海上に浮かぶ亜熱帯の島々。大陸から孤立しているため、生息する生物は独自の進化を遂げたたくさんの「固有種」があり、その中には、絶滅が危惧される種が数多くある。出口に近づくとマダガスカル原産のオウギバショウの巨大な葉が茂り、大温室の景観をしめくくってる。

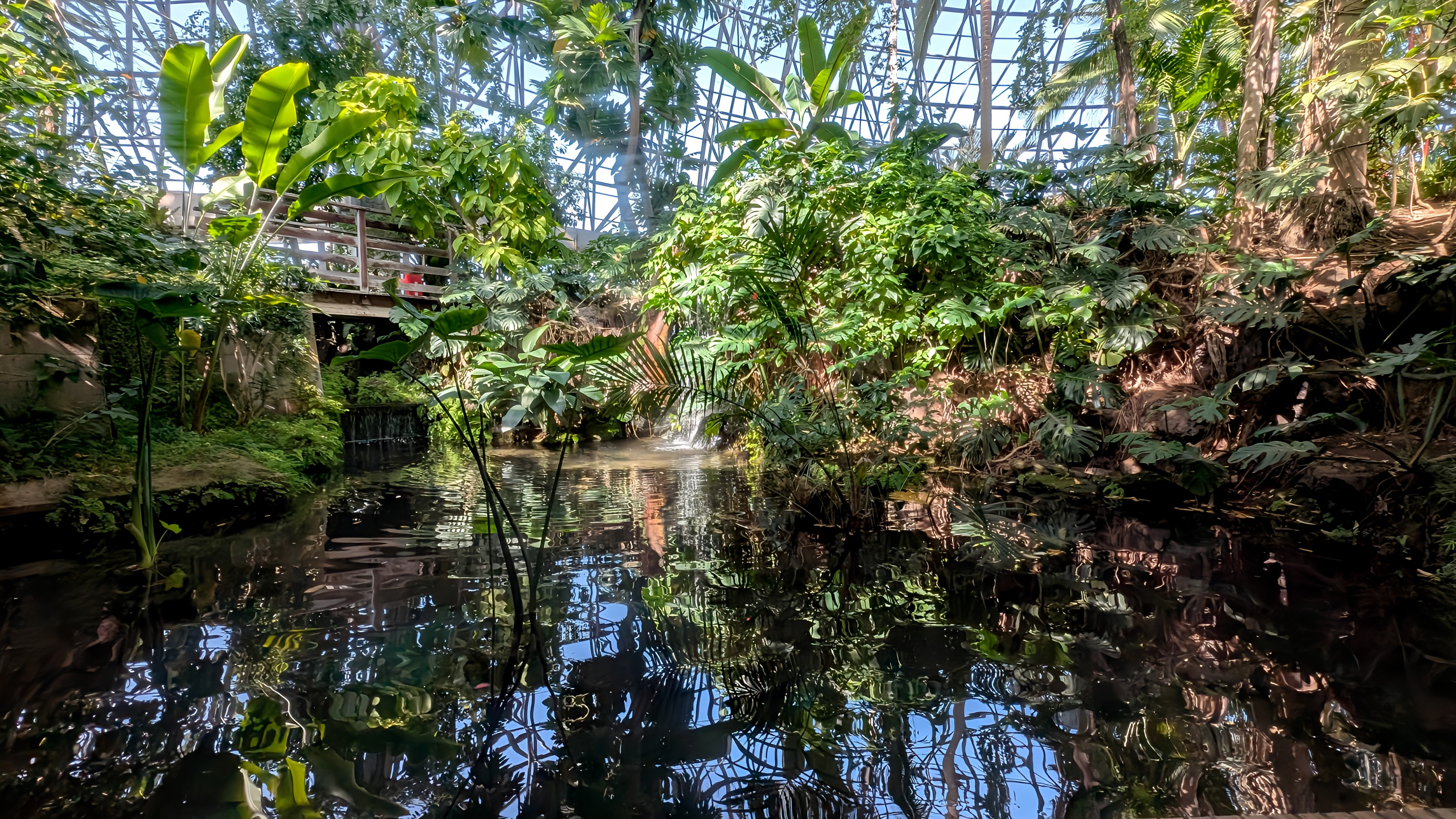
Cドーム 左にとんとん橋
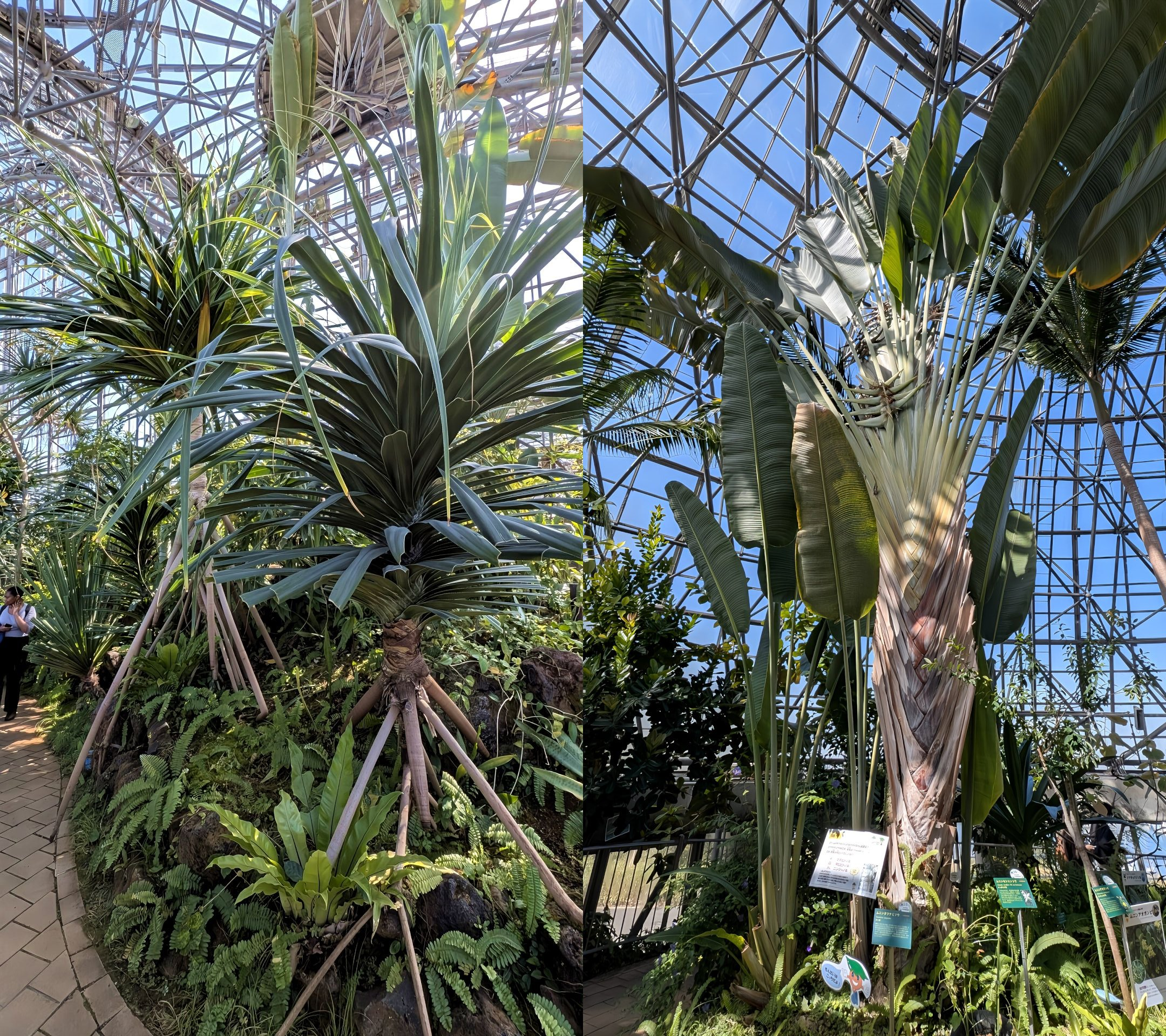
タコノキとオウギバショウ
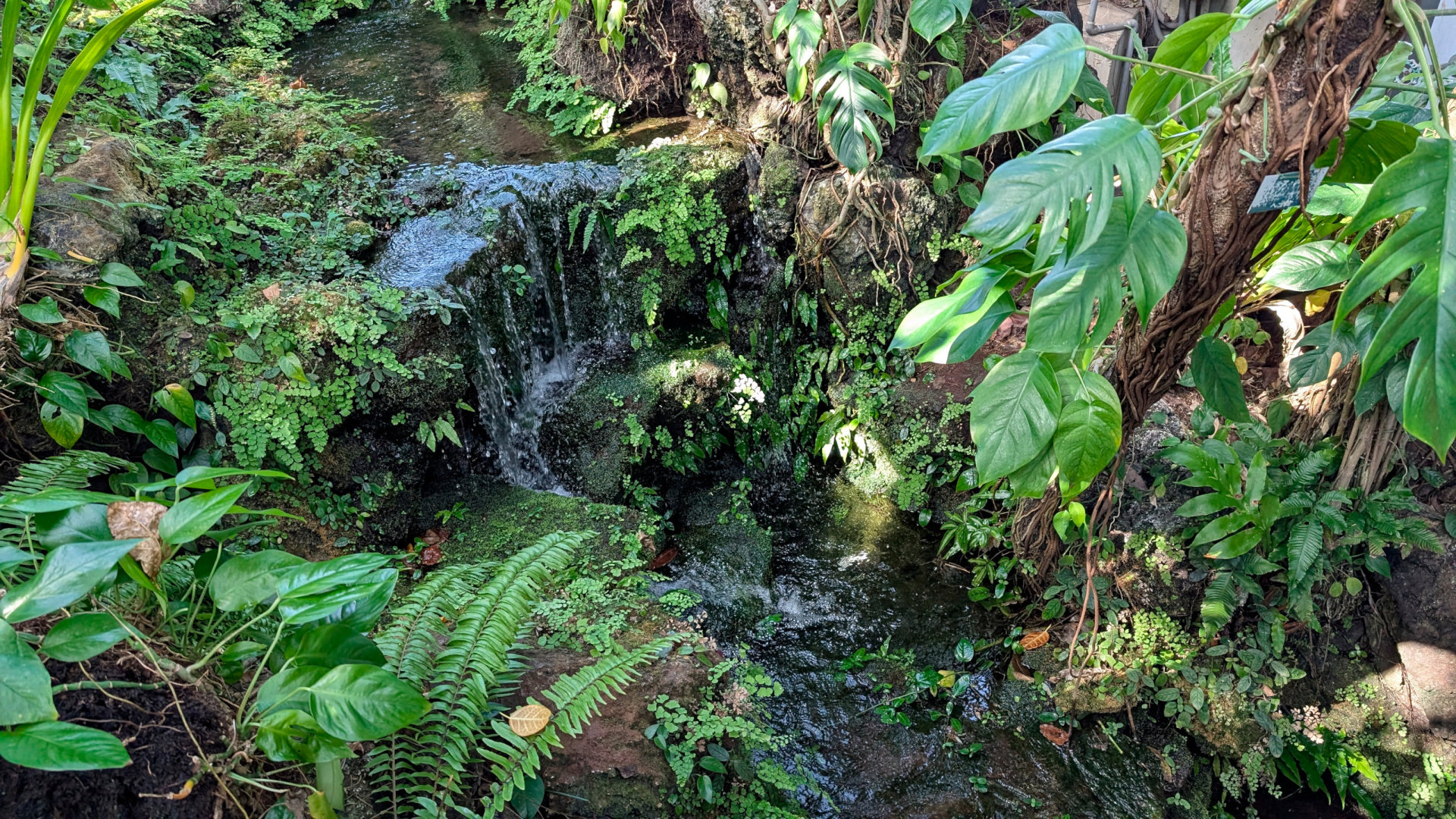
随所に設けられた水辺のせせらぎ

### イベントホール
このホールでは、植物と人間の生活のかかわりについて、さまざまな視点からわかりやすい解説で紹介している。明るく広々とした空間を活かした展示やコンサート、そして生きた植物や素材に触れることのできるイベントやワークショップも開催される。

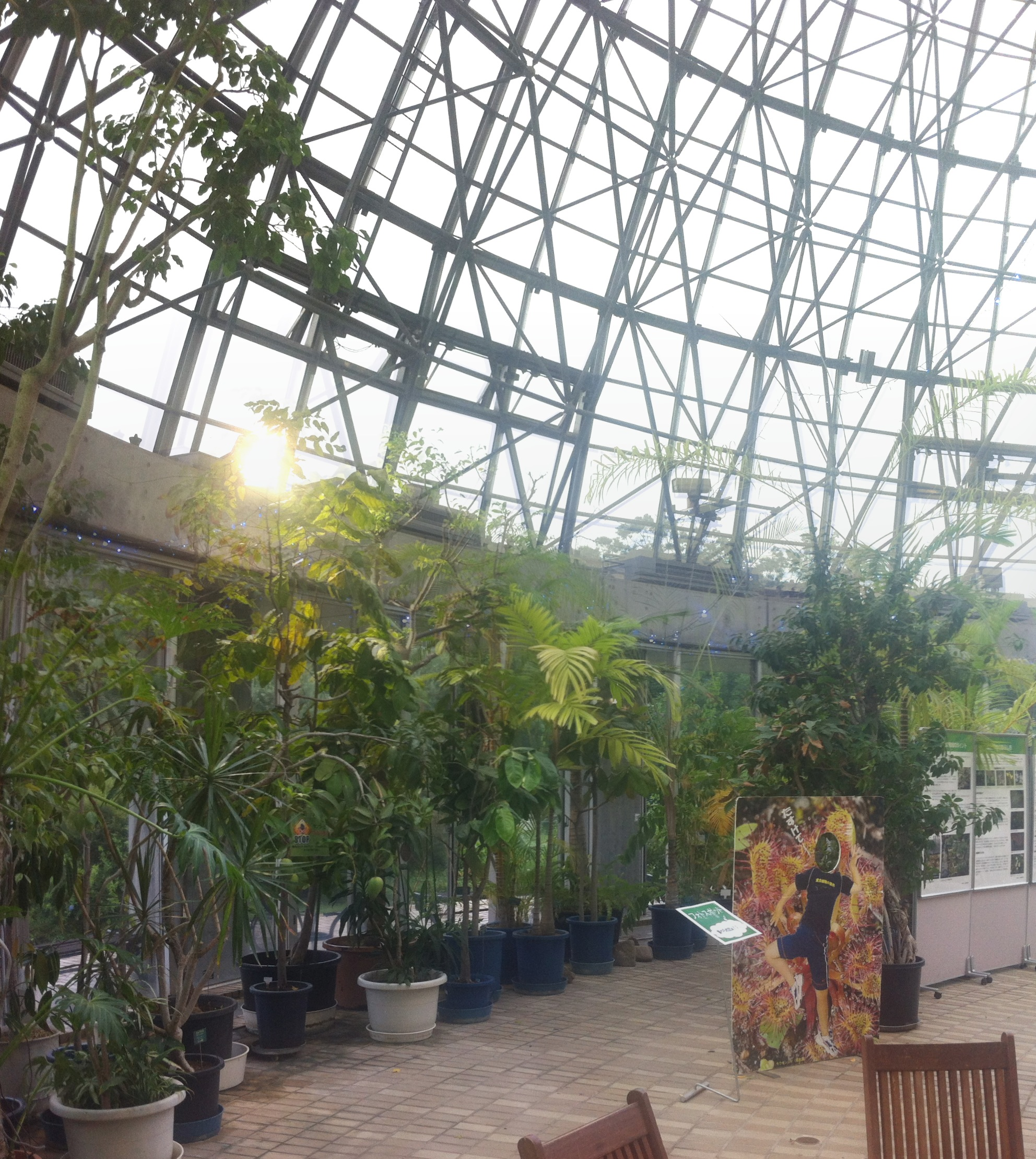
ドームの中
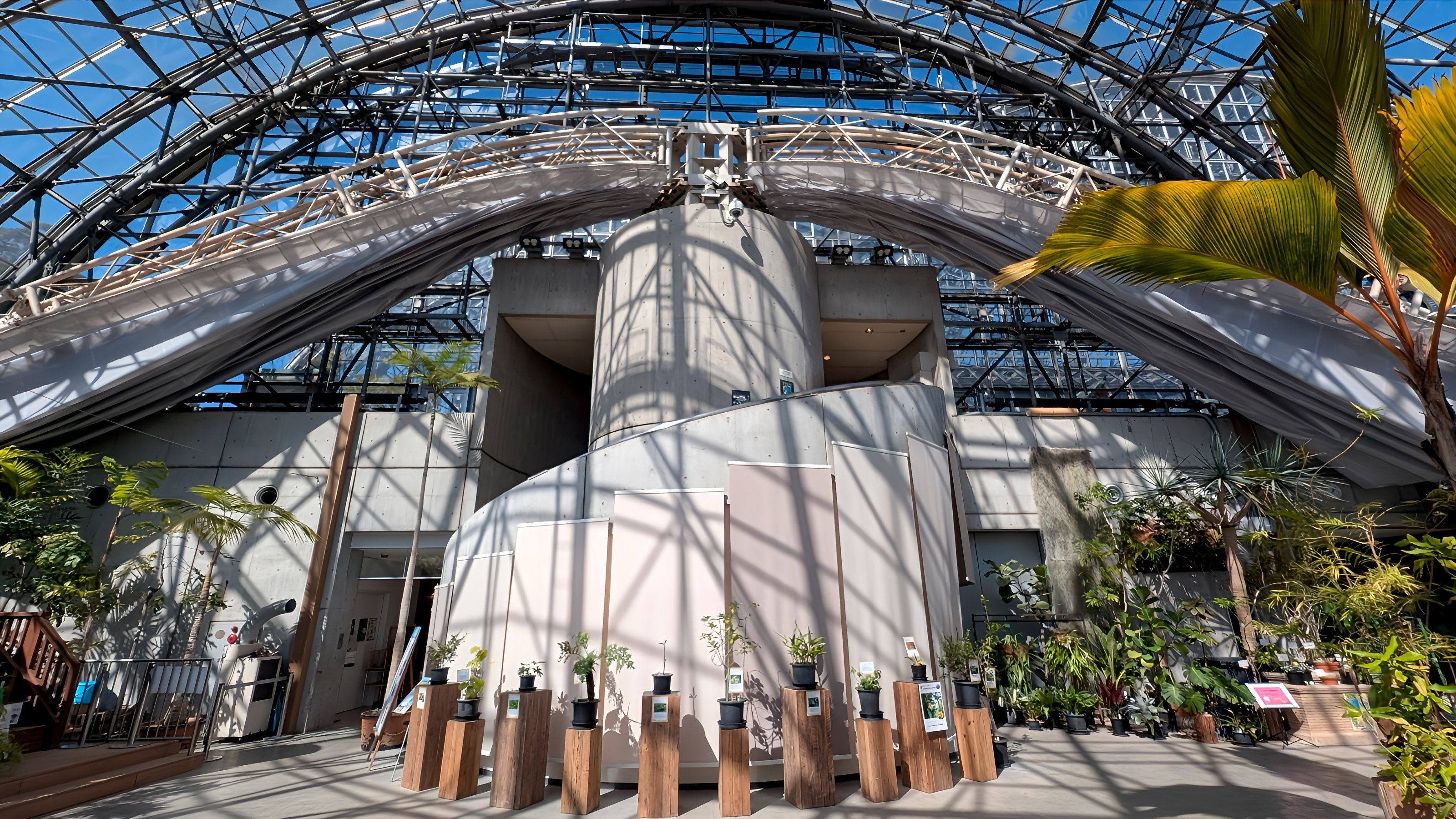
イベントホールとCドームの接続階段
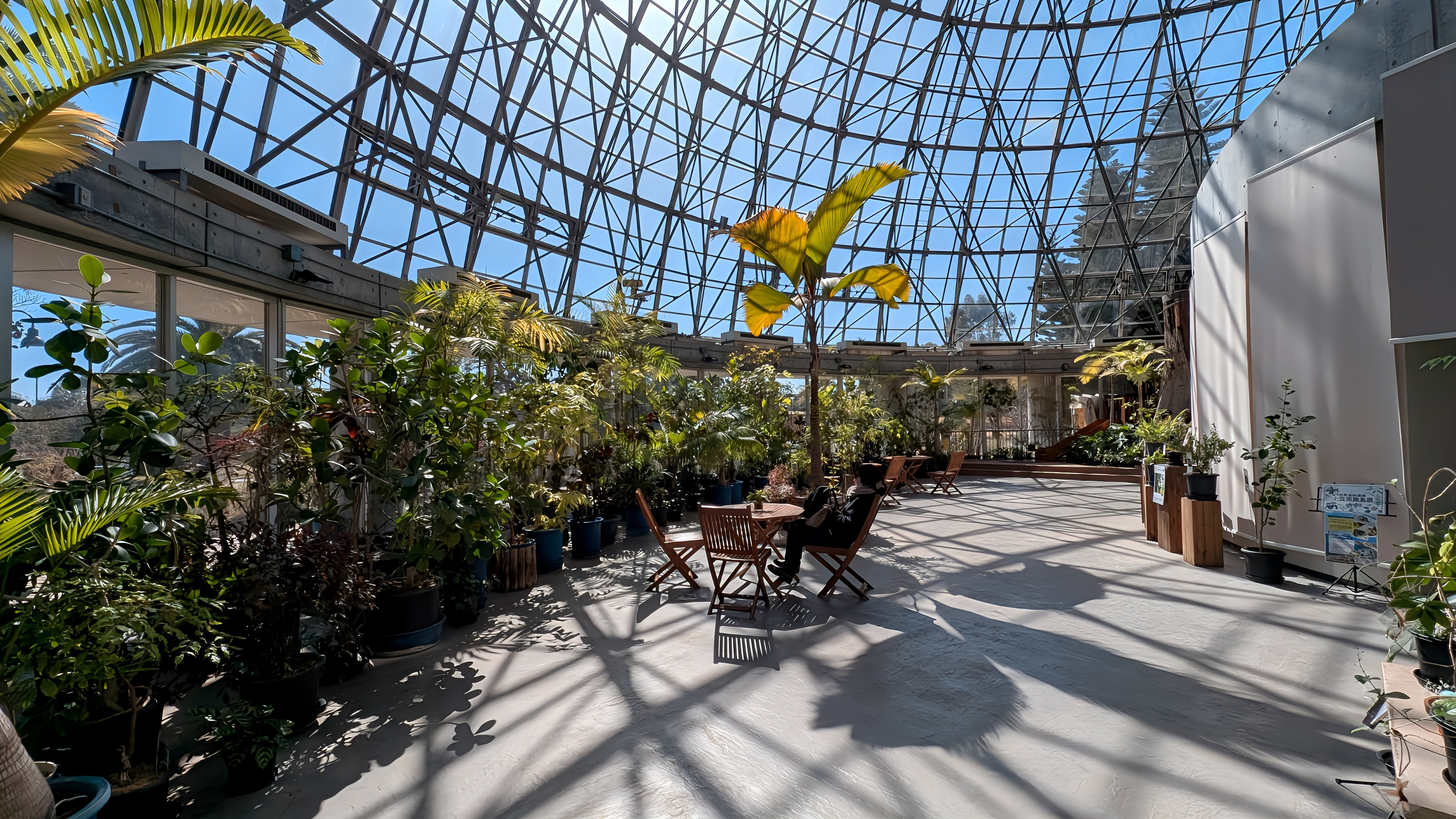
休憩・くつろぎの空間としても利用

### その他
- 映像ホール
  - 熱帯に関する15分の映画を2本立てで、シネマスコープの大画面とサラウンド方式採用
- 食虫植物温室
- 夢の島カフェ
- ショップ
- ハーブ園
  - ラベンダーやマジョラム、ミント等の香りだけでなく食用や薬用、香辛料としても利用される多彩なハーブを生育

## マスコット
夢の島熱帯植物館のマスコットは「このは」と「このみ」である。それぞれ頭に草と花を乗せている。